# Полле, Франсуаза
Франсуаза Полле (фр. Françoise Pollet; род. 10 сентября 1949, Булонь-Бийянкур) — французская оперная певица (сопрано).
Училась в Мюнхенской Высшей школе музыки у Эрнста Хефлигера — необычный для французской певицы выбор немецкой школы сама Полле объясняет тем, что её интересовала не столько будущность оперной дивы, сколько оратории и песенный репертуар.Лауреат Международного Женевского конкурса 1981 года. Дебютировала в 1983 г. в Любекской опере в партии Маршальши («Кавалер роз» Рихарда Штрауса). В дальнейшем пела на ведущих оперных сценах мира, в том числе в Метрополитен-опера, Опере Бастилии, Театре «Колон», театре Ла Фениче. Исполнительница главной партии в премьерной постановке оперы Рольфа Либермана «Оправдание Медеи» (нем. Freispruch für Medea; Гамбург, 1995) — по мнению рецензента,

Франсуаза Полле с её мощным сценическим образом царила на протяжении всего представления — подлинная инкарнация Медеи. Трудную партию она вела без малейшего напряжения — теплым, чувственным сопрано, которое от самых низов до предельных верхов одинаково полнозвучно.

В 2005 г. участвовала в праздничном концерте к 80-летию Пьера Булеза вместе с Чикагским симфоническим оркестром под управлением юбиляра.
Среди наиболее важных записей Полле — оперы Гектора Берлиоза «Троянцы» и «Проклятие Фауста», «Глория» и «Stabat Mater» Франсиса Пуленка, песни Рихарда Штрауса, Альбана Берга, Антона Веберна.
В 1994 г. стала лауреатом премии «Виктуар де ля мюзик» как певица года — первым после выделения премий в области академической музыки в отдельную институцию.
Работала с такими дирижерами как Пьер Булез, Сильвен Камбрелинг, Жан-Клод Касадес, Мишель Плассон, Жорж прет, Семен Бычков, Рикардо Шайи, Шарль Дютуа, Карло Мария Джулини, Марек Яновский, Пинхас Штейнберг, Сейджи Осава, Ютака Садо и другими. Благодаря этому сотрудничеству она выступала по всему миру.